# Life on the Line
Pour plus de détails, voir Fiche technique et Distribution.
Life on the Line  ou Sur la corde raide au Québec est un film américain réalisé par David Hackl, sorti en 2016.

## Synopsis
Beau est électricien spécialisé en lignes haute-tension. Une énorme tempête s'abat sur sa région, et il va devoir prendre des risques pour réparer les lignes et sauver sa famille.

## Fiche technique
Sauf indication contraire, les informations mentionnées dans cette section peuvent être confirmées par la base de données cinématographiques IMDb,  présente dans la section « Liens externes ».
- Titre original : Life on the Line
- Titre québécois : Sur la corde raide
- Réalisation : David Hackl
- Scénario : Primo Brown, Peter I. Horton, Marvin Peart, Dylan Scott
- Photographie : Brian Pearson
- Montage : Jamie Alain
- Musique : Jeff Toyne
- Production : Phillip Glasser, Marvin Peart
- Sociétés de production : Marro Films, Elite Film Production
- Sociétés de distribution : Voltage Pictures
- Budget : $12,000,000
- Pays d'origine :  États-Unis
- Lieux de tournage : Canada (Vancouver, Fort Langley, Langley, Maple Ridge)
- Langue originale : anglais
- Format : 2.35.1
- Genre : action
- Durée : 97 minutes
- Dates de sortie : 
  - France : 3 juin 2016 (direct-to-video)
  - USA : 18 novembre 2016

## Distribution
- John Travolta (VF : Antoine Tomé) : Beau Ginner
- Kate Bosworth (VF : Chloé Berthier) : Bailey
- Sharon Stone (VF : Valérie Even) : la mère de Duncan
- Gil Bellows (VF : Thierry Ragueneau) : Pok Chop
- Julie Benz (VF : Anneliese Fromont) : Carline
- Devon Sawa (VF : Alexandre Gillet) : Duncan
- Ryan Robbins (VF : Cédric Ingard) : Eugene
- Louis Ferreira (VF : Gérard Darier) : Fontaine
- Reese Alexander (VF : Jean-Louis Faure) : Russel
- Ty Olsson (VF : Julien Kramer) : Danny
- Matt Bellefleur (VF : Laurent Larcher) : Ron
- Toby Levins (VF : Thierry Kazazian) : Phil

 Source et légende : version française (VF) sur RS Doublage et carton de doublage / Direction artistique : Monika Lawinska